# Alnus serrulatoides
Alnus serrulatoides là một loài thực vật có hoa trong họ Betulaceae. Loài này được Callier mô tả khoa học đầu tiên năm 1911.